# Fritz Schreiner
Fritz Schreiner (* 14. November 1890 in Berlin; † unbekannt) ist ein ehemaliger deutscher Radrennfahrer.

## Sportliche Laufbahn
Schreiner war im Straßenradsport aktiv. Von 1909 bis 1912 war er Berufsfahrer. 1909 war seine erfolgreichste Saison als Radprofi. Er gewann die Rennen Rund um Hannover vor Jakob Meck, Hamburg–Kiel–Eckernförde–Hamburg und Nürnberg–München–Nürnberg. Bei Nürnberg–Plauen–Nürnberg wurde er hinter Jakob Meck Zweiter. In der Meisterschaft von Norddeutschland wurde er Zweiter hinter Wilhelm Zeeh. 1910 kam Schreiner bei Mailand–München hinter Peter Strasser auf den 2. Platz, ebenso bei Berlin–Cottbus–Berlin hinter Karl Dittebrandt.